# 2. Flak-Division
Die 2. Flak-Division  war ein Großverband der Bodentruppen der deutschen Luftwaffe im Zweiten Weltkrieg. Zuständig war die Division für die Abwehr von einfliegenden gegnerischen Flugzeugen mittels Flugabwehrgeschützen.

## Vorgeschichte

### Luftverteidigungs-Kommando Leipzig
Bereits im Sommer 1938 wurde zur Zusammenfassung der Luftverteidigung des Deutschen Reichs beauftragten Flugabwehrtruppen der Luftwaffe mit der Planung und Aufstellung eines Luftverteidigungs-Kommando Leipzig begonnen, das am 1. Juli 1938 gebildet wurde.
Unterstellt war das Kommando dem Luftgaukommando IV in Dresden. Hauptaufgabe war der Schutz aller in Mitteldeutschland liegenden Rüstungs- und Industrieanlagen gegen Fliegerangriffe.

### Luftverteidigungs-Kommando 2
Der Führungsstab wurde mit Wirkung zum 1. August 1939 in Luftverteidigungs-Kommando 2 umbenannt.
Mit der Allgemeinen Mobilmachung der deutschen Streitkräfte im August 1939 unterstanden dem Kommando folgende Einheiten:
- Flak-Regiment 3 (Thüringen),
- Flak-Regiment 13 (Leipzig),
- Flak-Regiment 23 (Dresden nur bis Oktober 1939),
- Flak-Regiment 33 (Halle-Leuna, General-Maerker-Kaserne) sowie das
- Flak-Regiment 43 (Dessau).

Im Oktober 1940 bei der Reorganisation der Luftverteidigungszonen erfolgte die Unterstellung beim Luftgau III.

## 2. Flak Division
Am 1. September 1941 wurde das Luftverteidigungskommando 2 in 2. Flak-Division umbenannt.
Am 31. Dezember 1941 hatte die Division 35 schwere und 26 mittlere und leichte Batterien sowie 10 Scheinwerferbatterien.

### Verlegung in die Sowjetunion
Am 2. Januar 1942 wurde die Division mobilisiert und nahm danach in Nordrussland bei der Heeresgruppe Nord am Deutsch-Sowjetischen Krieg teil. In dieser Verwendung war die Division ab Januar 1942 hierarchisch der Luftflotte 1 unterstellt und kam in der ersten Phase des Einsatz auch an der Front zum Einsatz.
Den Luftschutz im bisherigen Einsatzraum übernahm an ihrer Stelle die neu aufgestellte 14. Flak-Division.
Dabei wurde folgende Verbände unterstellt:
- Flak-Regiment 41: rückwärtiges Gebiet der Heeresgruppe Nord im Raum Luga, Hauptquartier in Riga
- Flak-Regiment 151: 16. Armee im Raum Medwed
- Flak-Regiment 164: 18. Armee im Raum Roshdestwenno
- Ln.Betr.Kp. 122
- Divisions-Nachschubtruppen wurde aus der Flak-Transport Abteilung 4 gebildet

Als der Fronteinsatz im September 1942 von der 6. Flak-Division vollständig übernommen wurde, waren die Verbände der Division nur noch im Rückwärtigen Heeresgebiet im Einsatz.
In dieser Aufgabe unterstanden dem Verband:
- Flak-Regiment 41 (weiterhin im Raum Luga)
- Flak-Regiment 43 (im Raum Ostrow)
- Flak-Regiment 182 (im Raum Krasnowardeisk)
- Flak-Abteilung 517 (im Raum Narwa mit den Flak-Batterien 431 und 720)

Im Februar 1944 verlegte die Division von Luga nach Pleskau. Im weiteren Rückzug dann nach Dorpat. Im Juni 1944 erfolgte die direkte Unterstellung der Division bei der 18. Armee.
Der Einsatz in der Ostfront endete für die Division im September 1944, mit der Verlegung in den Raum Trier an die Westfront. Hier wurden für den Verband neue Flak-Sturmregimenter aufgestellt.

### Ardennenoffensive
Die Division kam bei der Ardennenoffensive, bis Ende Februar 1945 dem III. Flak-Korps unterstellt, zum Einsatz und kämpfte in der Eifel. Am 8. Januar 1945 waren der Division noch 18 schwere und 17 mittlere und leichte Batterien verblieben.

### Rückzugskämpfe 1945
Im Februar war der Gefechtsstand der Division in Bonn. Durch das Vordringen der amerikanischen Streitkräfte südlich von Bonn und die Einnahme der Brücke von Remagen, war der Verband gezwungen sich zurückzuziehen. Im Ausweichen nach Norden kam es zum Einsatz im Kampf um Köln.

### Kapitulation
Die verbliebenen Verbandsteile wurden durch den alliierten Vorstoß südlich der Kölner Bucht nach Osten mit der Umfassungsbewegung in den Raum Lippstadt mit der 5. Panzerarmee im Ruhrkessel eingeschlossen. Die überlebenden Divisionsangehörigen gingen am 17. April 1945 in amerikanische Kriegsgefangenschaft.

## Gliederung

### 1942
- Flak-Regiment 41
- Flak-Regiment 151
- Flak-Regiment 164
- Flak-Transport-Bataillon 4

### 1944
- Flak-Regiment 41
- Flak-Regiment 151
- Flak-Regiment 164

## Kommandeure
- Oberst/Generalmajor Walter Feyerabend: von der Aufstellung bis 10. April 1940
- Generalmajor Oskar Bertram: 10. April 1940 bis 3. Dezember 1940
- Generalmajor/Generalleutnant Heinrich Burchard: 3. Dezember 1940 bis 1. Juli 1941
- Generalleutnant Walter Feyerabend: 1. Juli 1941 bis 1. September 1941
- Generalleutnant Oskar Bertram: 1. September 1941 bis 12. Januar 1942
- Generalleutnant Walter Feyerabend: 12. Januar 1942 bis 3. Februar 1942
- Oberst/Generalmajor/Generalleutnant Heino von Rantzau: 3. Februar 1942 bis 1. Oktober 1943
- Generalmajor/Generalleutnant Alfons Luczny: 1. Oktober 1943 bis 15. November 1944
- Oberst Fritz Laicher: 15. November 1944 bis Kriegsende